# Ignasi Aragó i Mitjans
Ignasi Aragó i Mitjans (Barcelona, 1916-2012) fou un metge català especialitzat en pediatria.

## Biografia
Persona clau en la modernització de la gestió hospitalària catalana. L'any 1960 va crear la Unió Catalana d'Hospitals i l'any 1963 va cofundar el Centre Tècnic d'Estudis Hospitalaris. Dugué a terme diferents estudis i treballs sobre gestió i planificació d'entitats i centres en el camp hospitalari català.
Publicà diversos llibres, a part de nombrosos articles en revistes sobre hospitals i la seva gestió i exercí la docència sobre aquesta temàtica. Soci de mèrit de l'Acadèmia de Ciències Mèdiques de Catalunya i Balears. Fou guardonat amb el Premi "Homenot de la Sanitat" per la Fundació Avedis Donabedian. El 2003 va rebre la Creu de Sant Jordi.